# Megalechis thoracata
Megalechis thoracata, thường được gọi là cá chuột đốm đen, là một loài cá da trơn nước ngọt nhiệt đới thuộc chi Megalechis trong họ Callichthyidae. Loài này được tìm thấy ở phía đông dãy Andes trong các lưu vực sông Amazon, Orinoco, thượng nguồn sông Paraguay và các con sông ven biển thuộc Guyana và phía bắc Brazil. Nó cũng được phát hiện tại thượng nguồn lưu vực sông Paraná.

## Mô tả
Cá trưởng thành có thể dài khoảng 12 – 15 cm. Chúng thường sống ở tầng đáy của các sông hồ, đầm lầy thích hợp với môi trường nước có độ pH từ 6,0 đến 8,0, độ cứng của nước tối đa là 20 dGH và nhiệt độ khoảng từ 18 đến 28 °C. Thức ăn chủ yếu của M. thoracata là giun, động vật giáp xác và rong rêu.
M. thoracata có thể được phân biệt với họ hàng của nó là Megalechis picta qua vây đuôi của chúng. M. picta có một dải màu sẫm rất rõ ở vây đuôi, trong khi vây đuôi của M. thoracata hoàn toàn là màu xám. Ở M. thoracata, cá đực trưởng thành có một vây tia rất dày ở vây ngực, có màu cam/nâu chuyển dần sang đỏ tươi.
M. thoracata đực trở nên hung hãn khi có kẻ xâm nhập vào vùng lãnh thổ của chúng, nhất là trong thời gian chúng đang bảo vệ tổ trứng.
M. thoracata cũng được nuôi làm cảnh trong các bể cá. Cát hoặc sỏi mịn nên được dùng để làm nền cho bể.